# Prasi
Prasi is een bestuurslaag in het regentschap Probolinggo van de provincie Oost-Java, Indonesië. Prasi telt 3047 inwoners (volkstelling 2010).